# 赵维谦
赵维谦，北京理工大学教授、光电学院院长，主要研究方向包括精密光电成像、激光共焦成像、光谱成像与检测等。赵维谦担任《光谱学与光谱分析》、《激光与光电子学进展》等期刊的编委、兼任中国仪器仪表学会理事、光学测试专委会副主任委员等职务，还曾入选长江学者特聘教授。